# Presidente di seggio
Il presidente dell'ufficio elettorale di sezione, detto informalmente presidente di seggio, è uno dei componenti dell'ufficio che si insedia presso ogni sezione elettorale in occasione delle consultazioni elettorali o referendarie previste dall'ordinamento italiano.
Egli è giuridicamente responsabile in prima persona, anche sotto il profilo penale, dello svolgimento delle operazioni di voto e di scrutinio.

## Nomina e sostituzione

### Nomina del presidente di seggio
Il presidente di seggio è nominato dal presidente della corte d'appello competente per territorio entro il 30º giorno antecedente la data delle votazioni. La legge prevede che il presidente di seggio sia scelto «fra i magistrati, gli avvocati e procuratori dell'Avvocatura dello Stato, che esercitano il loro ufficio nel distretto della Corte stessa e, occorrendo, tra gli impiegati civili a riposo, i funzionari appartenenti al personale delle cancellerie e segreterie giudiziarie, i notai e i vice pretori onorari e quei cittadini che, a giudizio del Presidente medesimo [della corte d'appello], siano idonei all'ufficio». Coloro che desiderano essere inseriti nell'apposito elenco delle persone idonee alla funzione debbono presentare domanda alla corte d'appello competente, tramite il sindaco del proprio comune di residenza, entro il mese di ottobre di ogni anno; l'iscrizione è gratuita e dura fino al compimento del 70º anno d'età.
Entro il 20º giorno antecedente la data fissata per le votazioni, la corte d'appello trasmette agli uffici di ogni comune l'elenco dei presidenti di seggio assegnati alle rispettive sezioni elettorali. I magistrati, i cancellieri e gli impiegati delle segreterie giudiziarie sono informati dell'avvenuta nomina tramite i loro diretti superiori; agli altri incaricati la designazione è notificata invece tramite un ufficiale giudiziario o un messo. L'ufficio è attribuito generalmente nel comune di residenza, o in subordine nell'ambito della provincia. L'incarico è obbligatorio per le persone incaricate: sono previste delle sanzioni amministrative e penali nei confronti di coloro che, in assenza di un impedimento comprovato, si rifiutino, deliberatamente o negligentemente, di assolvere il compito.
Al pari degli altri membri del seggio (scrutatori e segretario) e dei rappresentanti di lista, il presidente ha facoltà di votare presso la sezione a cui è stato assegnato, anche se diversa da quella in cui risulta iscritto.

### Requisiti
Per esercitare le funzioni di presidente di seggio, è necessario possedere i seguenti requisiti:
- essere cittadini italiani maggiorenni;
- essere iscritti nelle liste degli elettori;
- aver conseguito un titolo di studio non inferiore al diploma di istruzione secondaria di secondo grado (diploma di scuola media superiore).

Non possono, in ogni caso, ricoprire l'incarico di presidente di seggio:
- coloro che hanno compiuto il 70º anno di età;
- i dipendenti del Ministero dell'interno, del Ministero delle poste e delle telecomunicazioni[A 1] e del Ministero dei trasporti[A 2];
- gli appartenenti alle forze armate in attività di servizio;
- i medici provinciali, gli ufficiali sanitari e i medici condotti;
- i segretari comunali;
- i dipendenti comunali addetti o comandati a prestare servizio presso gli uffici elettorali comunali;
- i candidati alle elezioni per le quali si svolge la votazione;
- i rappresentanti di lista.

In Sicilia, inoltre, non possono ricoprire tale incarico i componenti del medesimo nucleo familiare oppure i parenti o affini fino al terzo grado di parentela di un altro presidente di seggio designato per la stessa tornata elettorale.

### Rinuncia e sostituzione del presidente di seggio
Qualora il presidente designato sia impossibilitato a ricoprire l'incarico, egli è tenuto a informare tempestivamente la corte d'appello affinché si provveda a una nuova nomina; nel caso in cui la sostituzione non sia possibile, la presidenza del seggio interessato viene assunta dal sindaco o da un elettore delegato dal sindaco medesimo. Se l'impedimento sopraggiunge dopo la costituzione del seggio, il presidente viene sostituito dal vicepresidente.

## Compiti
I compiti del presidente di seggio sono principalmente i seguenti.
Egli:

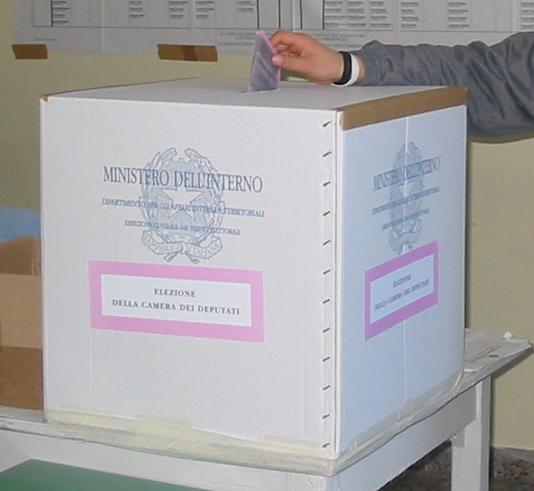
Un'urna per la votazione italiana

- riceve dal sindaco o da un suo delegato tutto il materiale occorrente per la votazione (bollo della sezione, elenco degli elettori, manifesti recanti i nominativi dei candidati, verbali di nomina degli scrutatori, designazioni dei rappresentanti di lista, schede elettorali, matite copiative, urne);
- costituisce l'ufficio elettorale di sezione, chiamando a farne parte gli scrutatori nominati secondo la legge e il segretario, da lui stesso designato;
- provvede alla sostituzione degli scrutatori eventualmente assenti;
- sceglie lo scrutatore che svolge anche le funzioni di vicepresidente;
- accredita i rappresentanti di lista eventualmente nominati presso il seggio;
- sovrintende e garantisce la regolarità di tutte le operazioni compiute dal seggio elettorale;
- autentica le schede elettorali facendole firmare agli scrutatori e timbrandole;
- è incaricato della polizia dell'adunanza;
- decide, udito in ogni caso il parere degli scrutatori, sopra tutte le difficoltà e gli incidenti che siano sollevati intorno alle operazioni della sezione, e sui reclami, anche orali, che gli vengono presentati;
- garantisce una presenza nel seggio di almeno tre persone, una delle quali è il presidente stesso oppure il vicepresidente, per tutta la durata dell'ufficio elettorale;
- durante le operazioni di scrutinio, si esprime – sentiti gli scrutatori – sull'attribuzione dei voti e delle preferenze;
- è responsabile della consegna alla segreteria del comune dei plichi contenenti gli atti relativi alle operazioni elettorali della propria sezione.

Il presidente di seggio è considerato, per ogni effetto di legge, pubblico ufficiale durante l'esercizio delle sue funzioni; pertanto gli possono essere ascritti i reati di abuso d'ufficio, concussione, corruzione, peculato e rifiuto e omissione d'atti d'ufficio. In caso di errori o inadempienze, egli viene segnalato all'autorità giudiziaria, che dispone la cancellazione del suo nome dall'elenco delle persone idonee all'ufficio; qualora il fatto costituisca anche una violazione della normativa elettorale, nei suoi confronti si intraprende un'azione penale che, nel caso di condanna a una pena detentiva, comporta inoltre l'interdizione dai pubblici uffici e la sospensione del diritto di voto.

### Proclamazione del sindaco
Nei comuni fino ai 15 000 abitanti con una singola sezione, competono al presidente di seggio le operazioni di proclamazione del sindaco eletto e dei consiglieri comunali, che si svolgono non appena terminato lo spoglio.
Quando il comune abbia più di una sezione, la proclamazione degli eletti è di competenza dell'adunanza dei presidenti di seggio, che si riunisce il martedì successivo al giorno della votazione (o al più tardi, il mercoledì). L'adunanza si compone dei presidenti di tutte le sezioni del comune sotto la presidenza di quello della prima sezione; il segretario della prima sezione svolge le funzioni di segretario dell'adunanza.
La proclamazione degli eletti nei comuni con più di 15 000 abitanti, invece, spetta all'Ufficio elettorale centrale, presieduta dal presidente del tribunale competente per territorio o da un suo delegato e composta da sei elettori tra quelli inclusi nell'albo delle persone idonee alla funzione di presidente di seggio.

## Indennità e permessi

### Indennità di servizio
Al presidente di seggio spetta un'indennità di servizio in denaro, la cui entità è stabilita per legge e varia in funzione del numero di consultazioni che si svolgono nel medesimo giorno. Tale compenso non costituisce reddito e non deve dunque essere indicato nella dichiarazione dei redditi del percipiente.

### Diritti dei lavoratori impegnati nelle operazioni elettorali
I componenti dei seggi elettorali, se lavoratori dipendenti, hanno diritto a un giorno di riposo retribuito per la domenica in cui si svolgono le elezioni, oltre a uno oppure due giorni di permesso retribuito per il sabato e il lunedì, in cui si tengono generalmente l'allestimento del seggio e lo scrutinio.

### Annotazioni
1. ↑  Dal 2008 accorpato nel Ministero dello sviluppo economico.
2. ↑  Dal 2008 accorpato nel Ministero delle infrastrutture e dei trasporti.

### Fonti
1. ↑  Decreto del presidente della Repubblica 16 maggio 1960, n. 570 – Testo unico delle leggi per la composizione e la elezione degli organi delle amministrazioni comunali, articolo 20.
2. ↑  Decreto del presidente della Repubblica 30 marzo 1957, n. 361 – Testo unico delle leggi recanti norme per la elezione della Camera del deputati, articoli 94, 100, 103, 104 e 111.
3. ↑  Decreto del presidente della Repubblica 16 maggio 1960, n. 570 – Testo unico delle leggi per la composizione e la elezione degli organi delle amministrazioni comunali, articoli 89, 94, 95, 96 e 98.
4. 1 2 3 4 5  Decreto del presidente della Repubblica 30 marzo 1957, n. 361 – Testo unico delle leggi recanti norme per la elezione della Camera del deputati, articolo 35.
5. 1 2  Legge 21 marzo 1990, n. 53, articolo 1.
6. 1 2  Decreto del presidente della Repubblica 30 marzo 1957, n. 361 – Testo unico delle leggi recanti norme per la elezione della Camera del deputati, articolo 40.
7. ↑  Decreto del presidente della Repubblica 16 maggio 1960, n. 570 – Testo unico delle leggi per la composizione e la elezione degli organi delle amministrazioni comunali, articolo 40.
8. ↑  Decreto del presidente della Repubblica 30 marzo 1957, n. 361 – Testo unico delle leggi recanti norme per la elezione della Camera del deputati, articolo 38.
9. ↑  Decreto del presidente della Repubblica 16 maggio 1960, n. 570 – Testo unico delle leggi per la composizione e la elezione degli organi delle amministrazioni comunali, articolo 23.
10. ↑  Legge Regionale 15 settembre 1997, n. 35 – Nuove norme per la elezione diretta del sindaco, del presidente della provincia, del consiglio comunale e del consiglio provinciale, articolo 16
11. ↑  Decreto del presidente della Repubblica 16 maggio 1960, n. 570 – Testo unico delle leggi per la composizione e la elezione degli organi delle amministrazioni comunali, articolo 24.
12. ↑  Articoli 314, 317, 318, 319, 323 e 328 del codice penale italiano.
13. ↑  Decreto del presidente della Repubblica 30 marzo 1957, n. 361 – Testo unico delle leggi recanti norme per la elezione della Camera del deputati, articoli 94-114.
14. ↑  Decreto del presidente della Repubblica 16 maggio 1960, n. 570 – Testo unico delle leggi per la composizione e la elezione degli organi delle amministrazioni comunali, articoli 86-103.
15. ↑  Decreto del presidente della Repubblica 16 maggio 1960, n. 570, articolo 66
16. ↑  Decreto del presidente della Repubblica 16 maggio 1960, n. 570, articolo 67
17. ↑  Decreto del presidente della Repubblica 16 maggio 1960, n. 570, articolo 71